# Fred Perry
Frederick John «Fred» Perry (Stockport, Gran Manchester, Regne Unit, 18 de maig de 1909 - Melbourne, Victoria, Austràlia, 2 de febrer de 1995) va ser un campió de tennis de taula i de tennis britànic.
Va començar la seva carrera esportiva jugant al tennis de taula, i va arribar a campió del món el 1929.
Després va jugar al tennis, on va ser considerat com el número 1 del món durant cinc anys durant els anys 1930, tres d'ells com amateur i uns altres dos com a professional. Va triomfar tres vegades en l'Obert dels Estats Units el 1933, 1934 i 1936, tres en Wimbledon en 1934, 1935, 1936, un en l'Obert d'Austràlia en 1934 i un en el Torneig de Roland Garros en 1935, un total de deu títols de Grand Slam individuals. Fou el primer tenista a completar el Grand Slam durant la carrera, és a dir, el primer tenista a guanyar tots quatre torneigs de Grand Slam. També es va endur sis títols de Grand Slam de dobles masculins. Durant molts anys fou el darrer tenista britànic en guanyar un títol de Grand Slam, des de 1936 fins a l'any 2012, en el qual Andrew Murray va guanyar l'US Open 2012.
El 1933, Perry va ajudar a liderar l'equip de Gran Bretanya cap a la victòria sobre França en la Copa Davis, després va guanyar als Estats Units en les finals de 1934, i 1935, i el seu quart títol consecutiu amb una victòria sobre Austràlia el 1936.
En finalitzar la temporada 1936 va esdevenir professional i es va traslladar als Estats Units, país del qual va adquirir la nacionalitat dos anys després. Això va decebre les autoritats britàniques del tennis, que com a represàlia, van ignorar els seus èxits i la seva contribució al tennis britànic durant molts anys. Finalment va recuperar el seu estatus i el van homenatjar amb una estàtua a les instal·lacions on es disputa el torneig de Wimbledon,
Després de la seva retirada esportiva va fundar la marca de roba esportiva que porta el seu nom i és reconeguda mundialment pel seu logotip, una corona de llorer, basat en l'antic símbol del torneig de Wimbledon.

## Biografia
Fill de Samuel Perry, polític i amo d'una fàbrica de cotó. Durant la seva infantesa va viure a les ciutats de Bolton, Wallasey i Ealing a causa de la feina del seu pare, que finalment va esdevenir membre del parlament britànic pels partits Laborista i Cooperatiu l'any 1929.
Perry va mantenir una relació sentimental amb l'actriu alemanya Marlene Dietrich. Posteriorment va arribar a prometre's amb l'actriu Mary Lawson (1934), però es van separar quan ell va traslladar-se als Estats Units. Va estar casat amb l'actriu Helen Vinson durant sis anys (1935-1940), fins que es van divorciar. Poc després es va casar amb la model Sandra Breaux, però l'enllaç va ser molt breu. Ja el 1945 es va casar amb Lorraine Walsh, però també va ser una relació molt curta. El darrer casament fou amb Barbara Riese l'any 1952, matrimoni que va durar uns quaranta anys, fins a la seva mort. Amb Riese van tenir dos fills: Penny i David. Perry va morir a l'hospital Epworth Hospital de Melbourne (Austràlia) a causa de les diverses costelles que es va trencar després d'una caiguda al lavabo de l'hotel.
En el seu honor es va erigir una estàtua de bronze a l'All England Lawn Tennis Club de Wimbledon l'any 1984 per commemorar el 50è aniversari del seu primer títol a Wimbledon. També té diversos carrers dedicats, tan a la seva ciutat natal de Stockport, com a Londres, i d'altres ciutats del món. L'any 1975 fou inclòs en l'International Tennis Hall of Fame.

## Tennis de taula

### Campionats del món
| 1928 | Estocolm | Plata en dobles masculí (amb Charles Bull) | Bronze en dobles mixt (amb Winifred Land)   | Bronze per equips (Anglaterra) |
| 1929 | Budapest | Or en individual                           | Bronze en dobles masculí (amb Charles Bull) | Bronze per equips (Anglaterra) |

## Tennis

### Torneigs de Grand Slam

#### Individual: 10 (8−2)
| Resultat  | Núm. | Any  | Torneig                  | Oponent             | Marcador                  |
| --------- | ---- | ---- | ------------------------ | ------------------- | ------------------------- |
| Guanyador | 1.   | 1933 | US Championships         | Jack Crawford       | 6−3, 11−13, 4−6, 6−0, 6−1 |
| Guanyador | 2.   | 1934 | Australian Championships | Jack Crawford       | 6−3, 7−5, 6−1             |
| Guanyador | 3.   | 1934 | Wimbledon                | Jack Crawford       | 6−3, 6−0, 7−5             |
| Guanyador | 4.   | 1934 | US Championships (2)     | Wilmer Allison      | 6−4, 6−3, 1−6, 8−6        |
| Finalista | 1.   | 1935 | Australian Championships | Jack Crawford       | 6−2, 4−6, 4−6, 4−6        |
| Guanyador | 5.   | 1935 | Internationaux de France | Gottfried von Cramm | 6−3, 3−6, 6−1, 6−3        |
| Guanyador | 6.   | 1935 | Wimbledon (2)            | Gottfried von Cramm | 6−2, 6−4, 6−4             |
| Finalista | 2.   | 1936 | Internationaux de France | Gottfried von Cramm | 0−6, 6−2, 2−6, 6−2, 0−6   |
| Guanyador | 7.   | 1936 | Wimbledon (3)            | Gottfried von Cramm | 6−1, 6−1, 6−0             |
| Guanyador | 8.   | 1936 | US Championships (3)     | Don Budge           | 2−6, 6−2, 8−6, 1−6, 10−8  |

#### Dobles masculins: 4 (2−2)
| Resultat  | Núm. | Any  | Torneig                  | Parella    | Oponents                     | Marcador                |
| --------- | ---- | ---- | ------------------------ | ---------- | ---------------------------- | ----------------------- |
| Finalista | 1.   | 1932 | Wimbledon                | Pat Hughes | Jean Borotra Jacques Brugnon | 0−6, 6−4, 6−3, 5−7, 5−7 |
| Guanyador | 1.   | 1933 | Internationaux de France | Pat Hughes | Vivian McGrath Adrian Quist  | 6−2, 6−4, 2−6, 7−5      |
| Guanyador | 2.   | 1934 | Australian Championships | Pat Hughes | Adrian Quist Don Turnbull    | 6−8, 6−3, 6−4, 3−6, 6−3 |
| Finalista | 2.   | 1935 | Australian Championships | Pat Hughes | Jack Crawford Vivian McGrath | 4−6, 6−8, 2−6           |

#### Dobles mixts: 5 (4−1)
| Resultat  | Núm. | Any  | Torneig                  | Parella             | Oponents                              | Marcador      |
| --------- | ---- | ---- | ------------------------ | ------------------- | ------------------------------------- | ------------- |
| Guanyador | 1.   | 1932 | Internationaux de France | Betty Nuthall       | Helen Wills Moody Sidney Wood         | 6−4, 6−2      |
| Guanyador | 2.   | 1932 | US Championships         | Sarah Palfrey Cooke | Helen Jacobs Ellsworth Vines          | 6−3, 7−5      |
| Finalista | 1.   | 1933 | Internationaux de France | Betty Nuthall       | Margaret Scriven-Vivian Jack Crawford | 2−6, 3−6      |
| Guanyador | 3.   | 1935 | Wimbledon                | Dorothy Round       | Nell Hall Hopman Harry Hopman         | 7−5, 4−6, 6−2 |
| Guanyador | 4.   | 1936 | Wimbledon (2)            | Dorothy Round       | Sarah Palfrey Cooke Don Budge         | 7−9, 7−5, 6−4 |

### Torneigs de Pro Slam

#### Individual: 4 (2−2)
| Resultat  | Núm. | Any  | Torneig                         | Oponent         | Marcador             |
| --------- | ---- | ---- | ------------------------------- | --------------- | -------------------- |
| Guanyador | 1.   | 1938 | US Pro Tennis Championships     | Bruce Barnes    | 6−3, 6−2, 6−4        |
| Finalista | 1.   | 1939 | US Pro Tennis Championships     | Ellsworth Vines | 6−8, 8−6, 1−6, 18−20 |
| Finalista | 2.   | 1940 | US Pro Tennis Championships (2) | Don Budge       | 3−6, 7−5, 4−6, 3−6   |
| Guanyador | 2.   | 1941 | US Pro Tennis Championships (2) | Dick Skeen      | 6−4, 6−8, 6−2, 6−3   |

## Palmarès

### Equips: 5 (4−1)
| Resultat  | Núm. | Data                      | Torneig                             | Superfície   | Equip                                        | Oponents                                                    | Marcador |
| --------- | ---- | ------------------------- | ----------------------------------- | ------------ | -------------------------------------------- | ----------------------------------------------------------- | -------- |
| Finalista | 1.   | 24 − 26 de juliol de 1931 | Copa Davis, París, França           | Terra batuda | Bunny Austin Patrick Hugues Charles Kingsley | Jean Borotra Christian Boussus Jacques Brugnon Henri Cochet | 2−3      |
| Guanyador | 1.   | 28 − 30 de juliol de 1933 | Copa Davis, París                   | Terra batuda | Bunny Austin Patrick Hugues Harry Lee        | Jean Borotra Jacques Brugnon Henri Cochet Andre Merlin      | 3−2      |
| Guanyador | 2.   | 28 − 31 de juliol de 1934 | Copa Davis, Londres, Regne Unit (2) | Gespa        | Bunny Austin Patrick Hugues Harry Lee        | George Lott Frank Shields Lester Stoefen Sidney Wood        | 4−1      |
| Guanyador | 3.   | 27 − 30 de juliol de 1935 | Copa Davis, Londres (3)             | Gespa        | Bunny Austin Patrick Hugues Raymond Tuckey   | Wilmer Allison Don Budge John Van Ryn                       | 5−0      |
| Guanyador | 4.   | 25 − 28 de juliol de 1936 | Copa Davis, Londres (4)             | Gespa        | Bunny Austin Patrick Hugues Raymond Tuckey   | Jack Crawford Adrian Quist                                  | 3−2      |

## Marca de roba
A finals de la dècada de 1940, el futbolista austríac Tibby Wegner va inventar un teixit antitraspirant i junt a Perry van dissenyar la primera canellera. A continuació van idear una samarreta esportiva de piqué de cotó de punt blanc amb mànigues curtes i botons a la solapa, semblants a la samarretes de René Lacoste. El polo de tennis es va llançar l'any 1952 coincidint amb la disputa del torneig de Wimbledon, i fou una èxit immediat. El polo de color blanc es va reservar pel tennis i van dissenyar altres colors per jugar a tennis taula. El logotip de la marca fou una corona de llaurer, inspirat en el símbol de la victòria de l'antiga Grècia i també original del torneig de Wimbledon, i se situa cosit al pit esquerre de les samarretes.
La família Perry va dirigir la marca de roba, bàsicament el seu fill David, fins que l'empresa japonesa Hit Union la va comprar l'any 1995, tot i que la família Perry va seguir treballant estretament amb la marca per mantenir el llegat de Fred Perry.
Els polos d'aquesta marca van esdevenir un símbol de la cultura mod a la dècada de 1960. Als anys setanta també es va associar a skinheads i National Front. Posteriorment, el polo negre i groc va esdevenir «uniforme no oficial» de l'organització d'ultradreta Proud Boys, com a conseqüència, l'empresa va decidir retirar aquest polo del mercat nord-americà a partir del setembre de 2020 a banda de demanar a aquesta organització que no utilitzés la seva marca.

## Trajectòria

### Individual
| Torneig | 1929        | 1930        | 1931        | 1932        | 1933        | 1934    | 1935    | 1936    | 1937         | 1938         | 1939         | 1940         | 1941         | 1942         | 1943         | 1944         | 1945         | 1946         | 1947         | 1948         | 1949         | 1950         | 1951         | 1952         | 1953         | 1954         | 1955         | 1956         | 1957         | 1958         | 1959         | Títols | V − D  |
| --- | ----------- | ----------- | ----------- | ----------- | ----------- | ------- | ------- | ------- | ------------ | ------------ | ------------ | ------------ | ------------ | ------------ | ------------ | ------------ | ------------ | ------------ | ------------ | ------------ | ------------ | ------------ | ------------ | ------------ | ------------ | ------------ | ------------ | ------------ | ------------ | ------------ | ------------ | ------ | ------ |
| Grand Slam |             |             |             |             |             |         |         |         |              |              |              |              |              |              |              |              |              |              |              |              |              |              |              |              |              |              |              |              |              |              |              |        |        |
| Australian Championships                                                                                                  | A           | A           | A           | A           | A           | G       | F       | A       | Professional | Professional | Professional | Professional | No celebrat  | No celebrat  | No celebrat  | No celebrat  | No celebrat  | Professional | Professional | Professional | Professional | Professional | Professional | Professional | Professional | Professional | Professional | Professional | Professional | Professional | Professional | 1 / 2  | 9 − 1  |
| Internationaux de France                                                                                                  | A           | A           | 4R          | QF          | QF          | QF      | G       | F       | Professional | Professional | Professional | No celebrat  | No celebrat  | No celebrat  | No celebrat  | No celebrat  | Professional | Professional | Professional | Professional | Professional | Professional | Professional | Professional | Professional | Professional | Professional | Professional | Professional | Professional | Professional | 1 / 6  | 22 − 5 |
| Wimbledon | 3R          | 4R          | SF          | QF          | 2R          | G       | G       | G       | Professional | Professional | Professional | No celebrat  | No celebrat  | No celebrat  | No celebrat  | No celebrat  | No celebrat  | Professional | Professional | Professional | Professional | Professional | Professional | Professional | Professional | Professional | Professional | Professional | Professional | Professional | Professional | 3 / 8  | 36 − 5 |
| US Championships | A           | 4R          | SF          | 4R          | G           | G       | SF      | G       | Professional | Professional | Professional | Professional | Professional | Professional | Professional | Professional | Professional | Professional | Professional | Professional | Professional | Professional | Professional | Professional | Professional | Professional | Professional | Professional | Professional | Professional | Professional | 3 / 6  | 34 − 4 |
| Pro Slam |             |             |             |             |             |         |         |         |              |              |              |              |              |              |              |              |              |              |              |              |              |              |              |              |              |              |              |              |              |              |              |        |        |
| U.S. Pro | Amateur     | Amateur     | Amateur     | Amateur     | Amateur     | Amateur | Amateur | Amateur | A            | F            | G            | G            | F            | A            | A            | NC           | A            | QF           | QF           | A            | A            | A            | A            | A            | A            | A            | QF           | A            | A            | 1R           | 1R           | 2 / 9  | 17 − 7 |
| France Pro | NC          | Amateur     | Amateur     | Amateur     | NC          | Amateur | Amateur | Amateur | A            | A            | A            | No celebrat  | No celebrat  | No celebrat  | No celebrat  | No celebrat  | No celebrat  | No celebrat  | No celebrat  | No celebrat  | No celebrat  | No celebrat  | No celebrat  | No celebrat  | No celebrat  | No celebrat  | No celebrat  | A            | NC           | A            | A            | 0 / 0  | 0 − 0  |
| Wembley Pro | No celebrat | No celebrat | No celebrat | No celebrat | No celebrat | Amateur | Amateur | Amateur | A            | A            | A            | No celebrat  | No celebrat  | No celebrat  | No celebrat  | No celebrat  | No celebrat  | No celebrat  | No celebrat  | No celebrat  | A            | A            | QF           | QF           | A            | No celebrat  | No celebrat  | A            | A            | A            | A            | 0 / 2  | 2 − 2  |
| Llegenda: G: Guanyador; F: Finalista; SF: Semifinalista; QF: Quarts de final; Q: Qualificació; A: Absent; RR: Round Robin |             |             |             |             |             |         |         |         |              |              |              |              |              |              |              |              |              |              |              |              |              |              |              |              |              |              |              |              |              |              |              |        |        |